# بكر (مدينة)
بَكَر أو بخر أو بكهر هي مدينة تاريخية وحصن جزيرة يقع بين روهري وسَكَر في إقليم السند في باكستان. يُعرف بكر أيضًا باسم "سَكَر القديم".